# Матфрид (архиепископ Экс-ан-Прованса)
Ма́тфрид (Ма́тфред; фр. Matfride, Matfred; умер в 906) — архиепископ Экс-ан-Прованса (886—906).

## Биография
О жизни Матфрида до занятия им кафедры Экс-ан-Прованса ничего неизвестно. Предполагается, что он был рукоположён в сан архиепископа в 886 году, став здесь преемником скончавшегося в прошлом году Роберта I.
17 ноября 887 года архиепископ Матфрид принял участие в церковном соборе в прекратившем позднее существование селении Порт (около Нима). На этом собрании, созванном по требованию архиепископа Нарбона святого Теодарда, присутствовали не только все епископы-суффраганы Нарбонской митрополии, но и главы некоторых соседних епархий, включая трёх архиепископов — Ростана Арльского, Матфрида Эксского и Эрмольда Амбрёнского. Здесь за незаконный захват Урхельской епархии был осуждён самозванный епископ Эсклуа. Несмотря на осуждение этого прелата собором в Порте, возглавленная им схизма епархий Испанской марки, желавших приобрести самостоятельность от Нарбонской митрополии, продолжалась до 892 года.
Точно неизвестно, присутствовал ли Матфрид на состоявшемся в августе 890 года церковном соборе в Валансе, на котором принц Людовик был возведён на престол Провансского королевства. Имя главы Эксской архиепархии отсутствует среди имён митрополитов, участвовавших в этом собрании, но, возможно, он был среди тех неназванных поимённо многочисленных прелатов, о которых сообщают соборные акты.
Согласно церковной традиции, архиепископ Матфрид скончался в 906 году, хотя дата его смерти отсутствует в современных ему исторических источниках. Его преемником на кафедре Экс-ан-Прованса стал Одольрик, впервые упоминающийся в 928 году.